# Türkischer Mohn
Der Türkische Mohn (Papaver orientale) ist eine Pflanzenart aus der Gattung Mohn (Papaver) innerhalb der Familie der Mohngewächse (Papaveraceae). Er ist auch unter den Namen Morgenländischer Mohn, Orientalischer Mohn, Garten-Mohn, Stauden-Mohn und Feuer-Mohn bekannt.
Vom nahe verwandten und sehr ähnlich aussehenden Arznei-Mohn (Papaver bracteatum) unterscheidet er sich hauptsächlich durch seine kräftige orangerote Blütenfarbe. Es fehlen auch die für den Arznei-Mohn typischen drei bis acht Vorblätter (Brakteolen) direkt unterhalb der Kelchblätter. Damit sind nicht die direkt am Blütenstiel ansitzenden Laubblätter gemeint, die auch beim orientalischen Mohn direkt unterhalb der Blüte auftreten können.

## Beschreibung

### Vegetative Merkmale
Der Türkische Mohn ist eine ausdauernde, krautige Pflanze und erreicht Wuchshöhen bis zu 100 Zentimetern. Er hat eine Pfahlwurzel. Aus der wachsen mehrere aufrechte oder aufsteigende Stängel mit Blättern an drei bis sechs Knoten. Die Stängel und Laubblätter sind lang, weiß, borstig behaart.
Die in einer grundständigen Blattrosette und am Stängel verteilt angeordneten Laubblätter sind in Blattstiel und -spreite gegliedert. Die Laubblätter in der Blattrosette sind 10 bis 25 Zentimeter lang, am Stängel sind sie kürzer. Die graugrüne, fiederspaltige Blattspreite ist in lanzettliche parallele Segmente unterteilt und gesägt.

### Generative Merkmale
Am Ende der Stängel befindet sich je eine nickende oder aufrechte Blüte.
Die zwittrige Blüte ist mit einem Durchmesser von 10 bis 15 Zentimetern radiärsymmetrisch und schüsselförmig. Die zwei Kelchblätter sind bei einer Länge von 5 und 8 Zentimetern breit verkehrt-eiförmig. Die, wie Pergamentpapier, knitterigen, orangeroten bis roten Kronblätter besitzen am Grund häufig einen schwarzen Fleck („breiter als lang“). Um den Fruchtknoten sitzen dicht die dunklen Staubfäden mit den violett-schwärzlichen Staubbeuteln. Der oberständige Fruchtknoten ist, von oben betrachtet, mit sechs bis neun pelzigen Strahlen versehen.
Die bei einer Länge von 2 bis 3 Zentimetern kugel- bis eiförmigen Porenkapseln enthalten viele Samen.

### Chromosomensatz
Die Chromosomenzahl beträgt 2n = 28, seltener 42.

## Unterscheidung mit ähnlichen Arten
Der Türkische Mohn ist dem Arznei-Mohn (Papaver bracteatum) sehr ähnlich, aber dieser ist größer und unterscheidet sich deutlich durch
- die drei bis acht Vorblätter direkt unterhalb der Kelchblätter. Beim Türkischen Mohn sind diese nicht vorhanden. Es sind hier nicht die gelegentlich auch direkt unterhalb der Kelchblätter am Blütenstiel ansitzenden Laubblätter gemeint, die auch beim orientalischen Mohn gelegentlich auftreten.
- die eher orangerote Blüte des Orientalischen Mohns verglichen mit der tiefroten der Blüte des Arznei-Mohns
- der weniger robuste Stiel
- beim Türkischen Mohn sind die Blütenknospen leicht nickend (beim Arznei-Mohn sind sie immer aufrecht). Die voll entwickelte Blüte steht bei beiden Arten aufrecht.

Der Türkische Mohn ist weniger robust.
Die Verbreitungsgebiete des Türkischen Mohns und Arznei-Mohns überschneiden sich an einigen Fundorten. Dort kommt es zur Entstehung natürlicher Hybride.

## Ökologie und Phänologie
Die Blütezeit reicht von Mai bis Juni. Die Samen reifen im Juli bis August.
Die Bestäubung erfolgt durch Insekten oder durch Selbstbestäubung. Die Ausbreitung der Diasporen, es sind die Samen, geschieht über den Wind (Anemochorie). Aus den Porenkapseln entweichen aus unter dem Deckel gelegenen Öffnungen die Samen, wenn die Stängel im Wind schwanken.

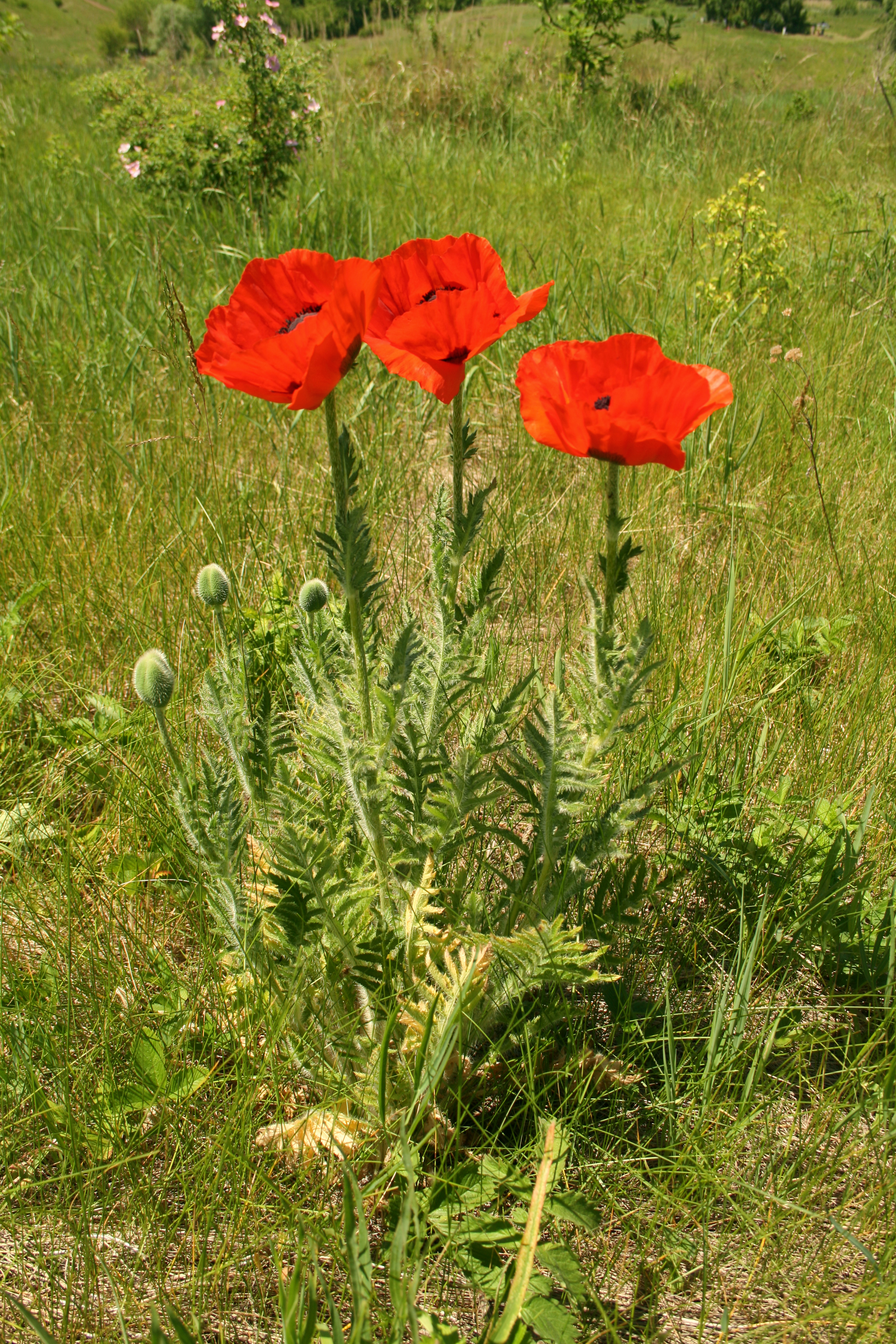
Habitus, Laubblätter und Blüten
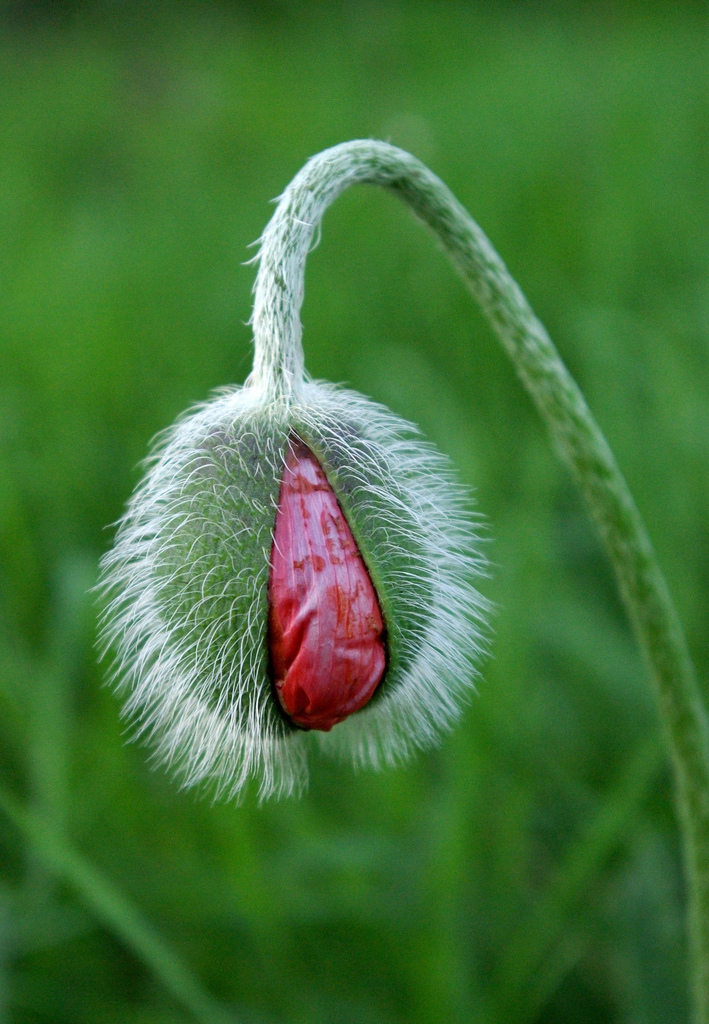
Nickende Knospe
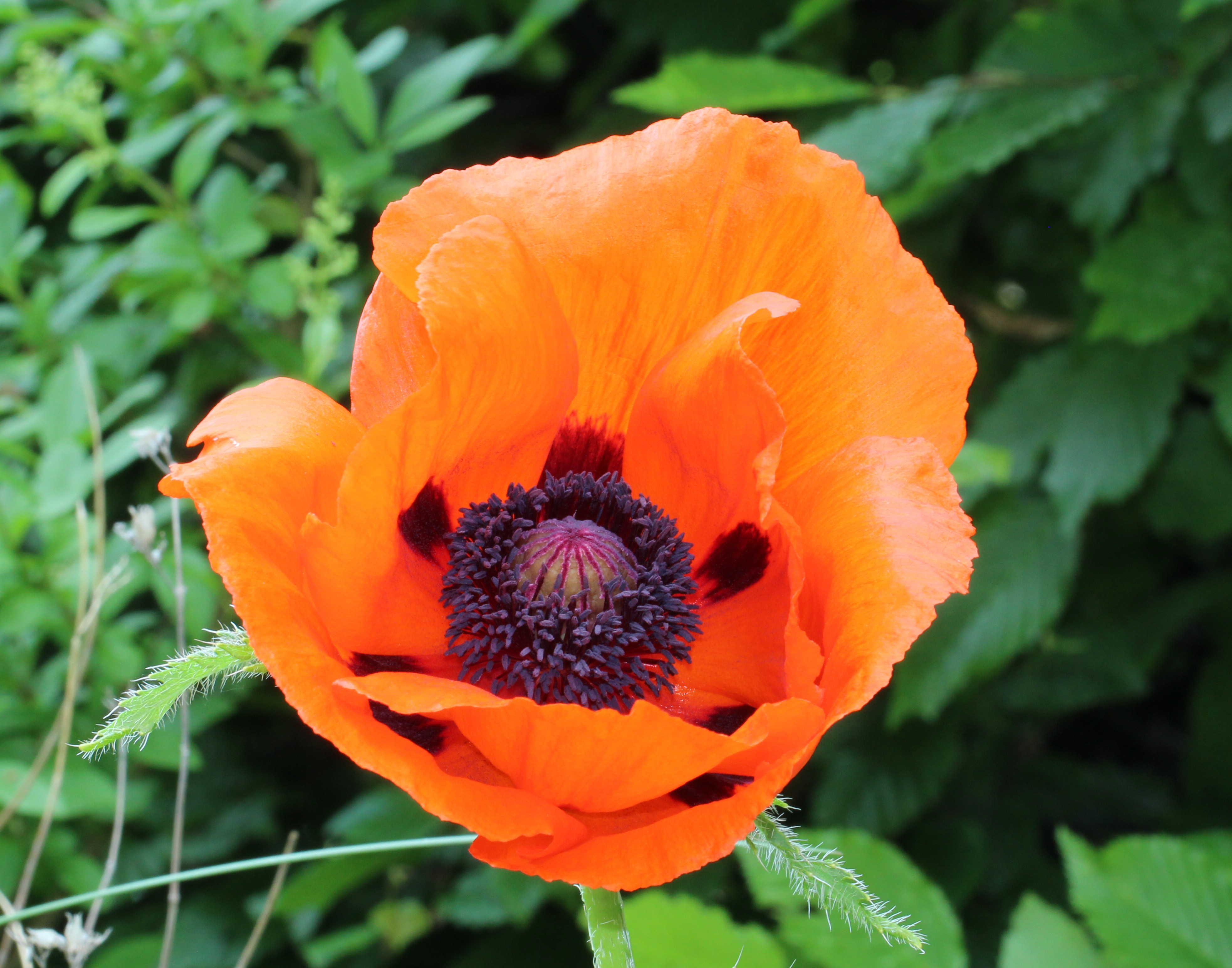
Blüte
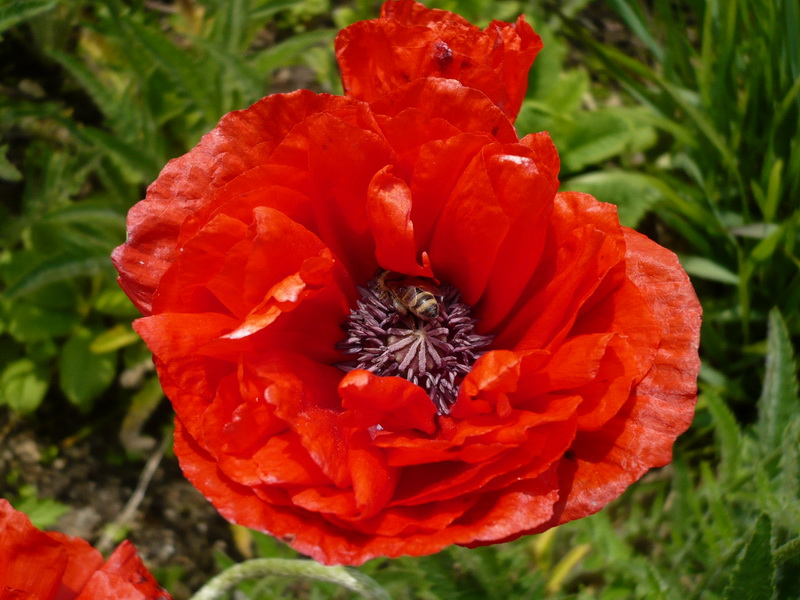
Blüte (gefüllte Sorte)
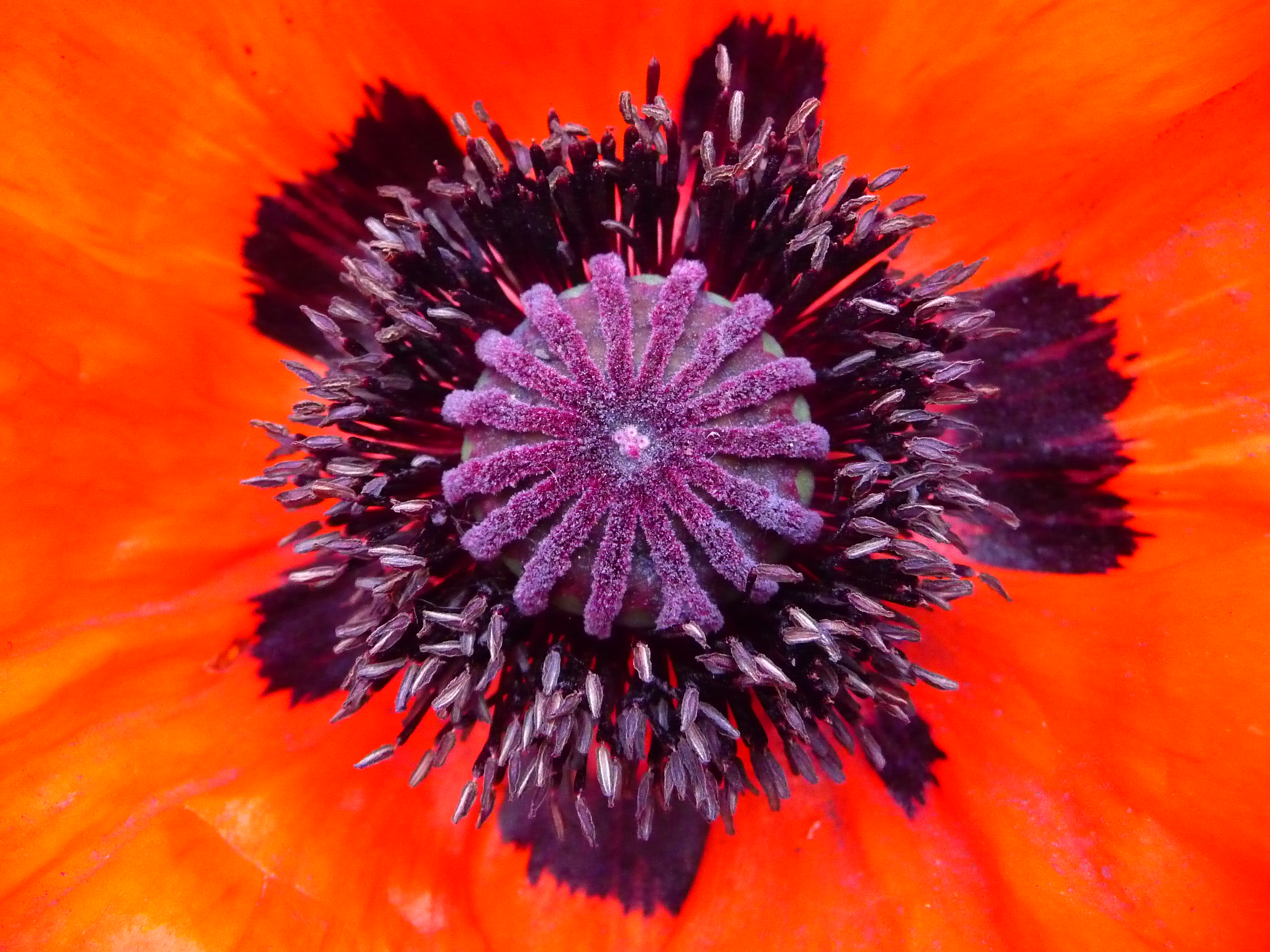
Blütendetail mit schwarzen Flecken
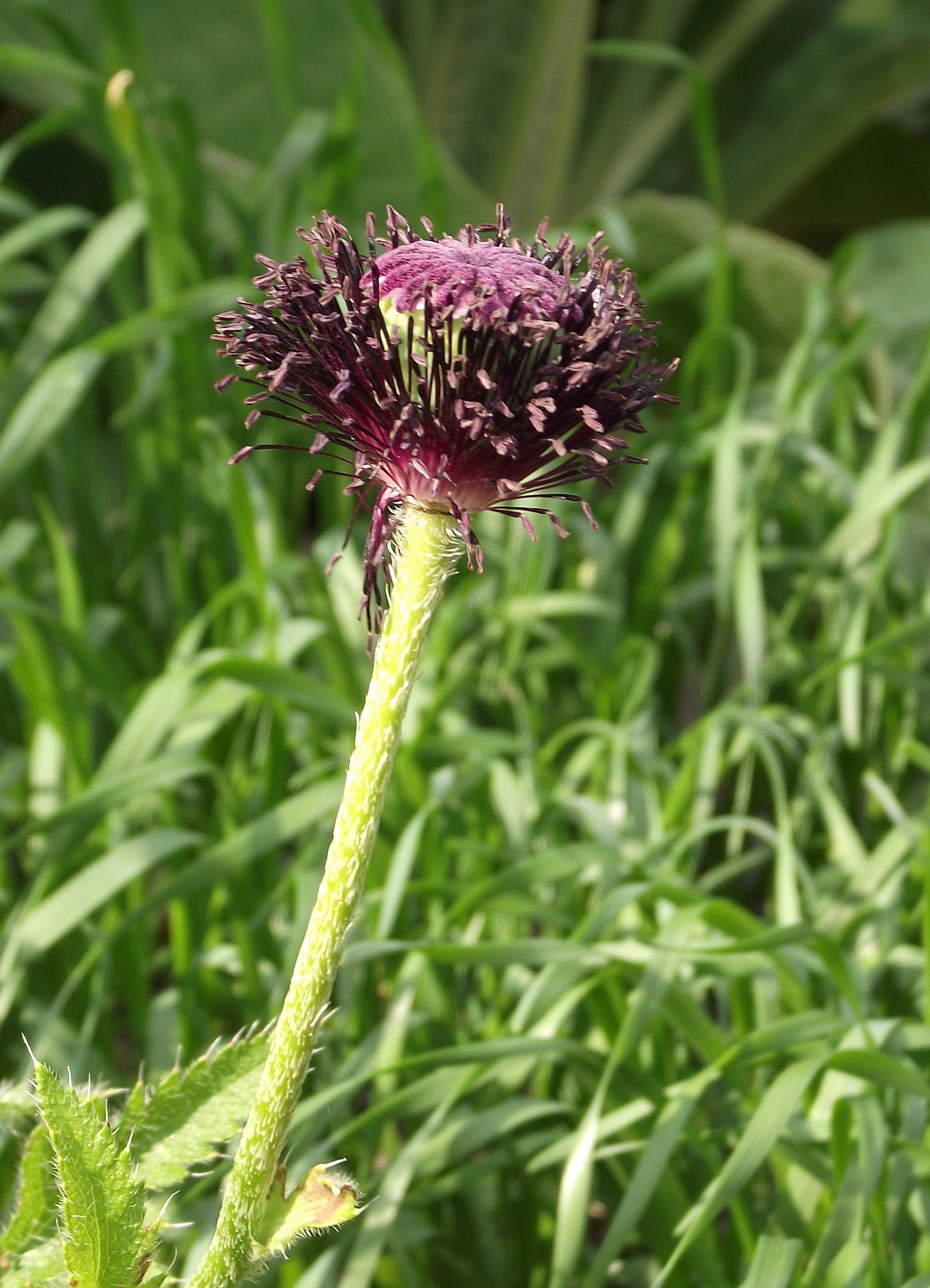
Unreife Samenkapsel

## Vorkommen
Der Türkische Mohn ist von der nordöstlichen Türkei bis zum nordwestlichen Iran und dem Kaukasusgebiet in Armenien, Aserbaidschan und Georgien beheimatet. Er wächst an felsigen Kalksteinhängen und Gebirgswiesen in Höhenlagen von 500 bis 2500 Metern.

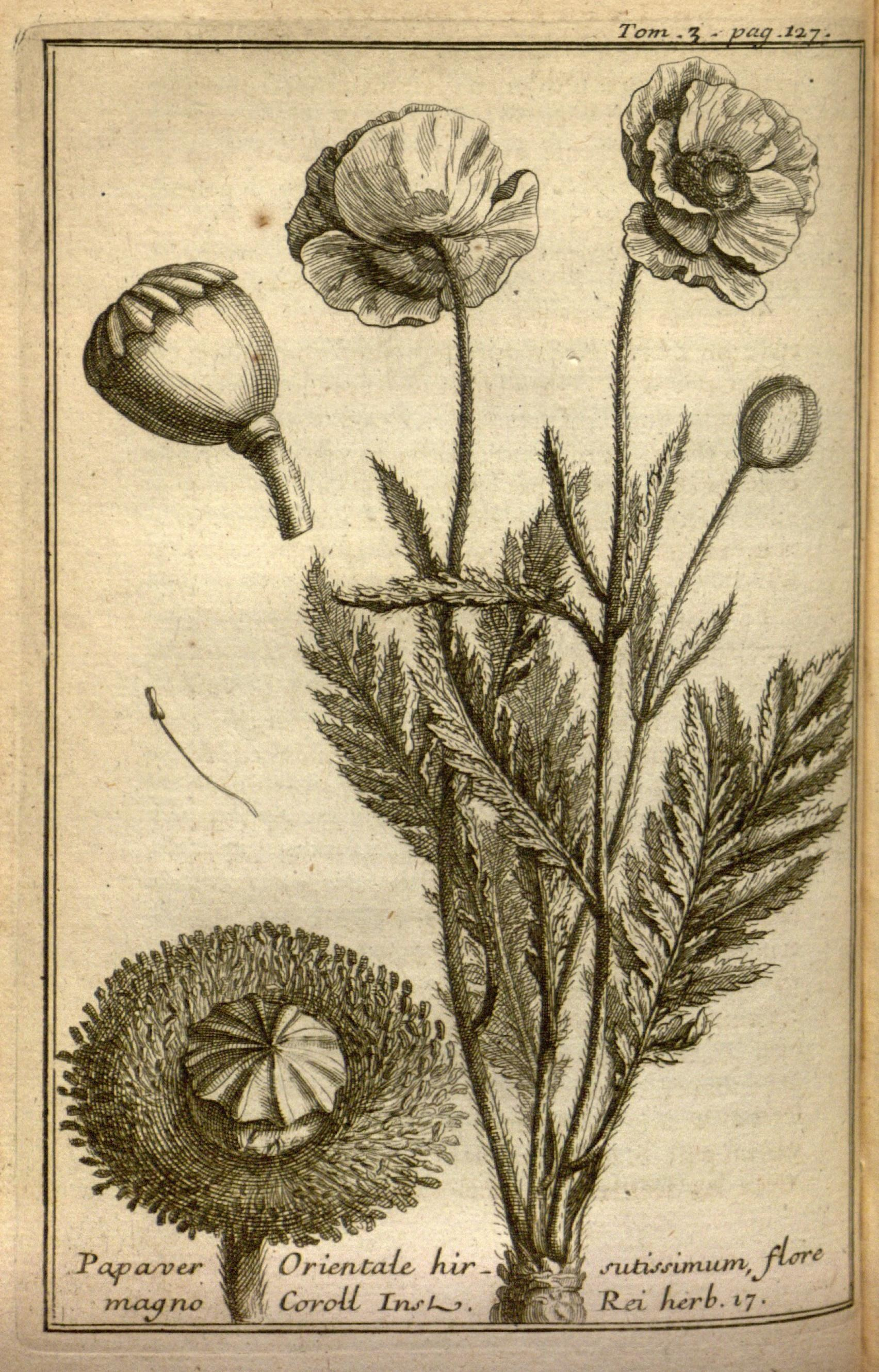
Illustration aus Relation d'un voyage du Levant, Tafel 17

## Taxonomie und botanische Geschichte
Nach Mitteleuropa gelangten die ersten Pflanzenexemplare nach Caspar Commelin 1706 und Carl von Linné 1748 durch Joseph Pitton de Tournefort, der 1701 die Osttürkei bereist hatte und Pflanzenexemplare in der Nähe von Erzurum sammelte. Bei der bei Tournefort 1706 abgebildeten Pflanze handelt es sich allerdings um Papaver pseudo-orientale.
Die Erstbeschreibung|Erstveröffentlichung von Papaver orientale erfolgte 1753 durch Carl von Linné in Species Plantarum, Tomus I, S. 508. Das Lektotypusmaterial stammt von Exemplaren die in Chelsea, Physic Garden, London kultiviert wurden. Die Samen im Herbarium Lindley stammten aus der Kaukasusregion.

## Verwendung, Inhaltsstoffe und Gesetzeslage
Eine Reihe von Sorten des Türkischen Mohn werden weltweit als Zierpflanze genutzt, oft auch Kreuzungen mit dem sehr ähnlichen Arznei-Mohn (Papaver bracteatum). Dadurch gibt es viele Sorten in anderen Blütenfarben und Kelchblättern.
Der Milchsaft der Kapselfrucht enthält bis zu 3 % Alkaloide, deren wichtigste Vertreter das Oripavin und das Thebain sind. Beide sind strukturell mit Morphin verwandt, das aber selbst in der Pflanze nicht nachgewiesen werden konnte. Aus dem Alkaloid Thebain lassen sich auf industriellem Weg Codein und andere Analgetika herstellen.
Das Betäubungsmittelgesetz verbietet den ungenehmigten Anbau und Vertrieb aller Pflanzenteile. Mit der ersten Verordnung (1. BtMÄndV) wurde 1984 die Nutzung als Zierpflanze und der freie Vertrieb der Samen zugelassen.